# Casa Colorada

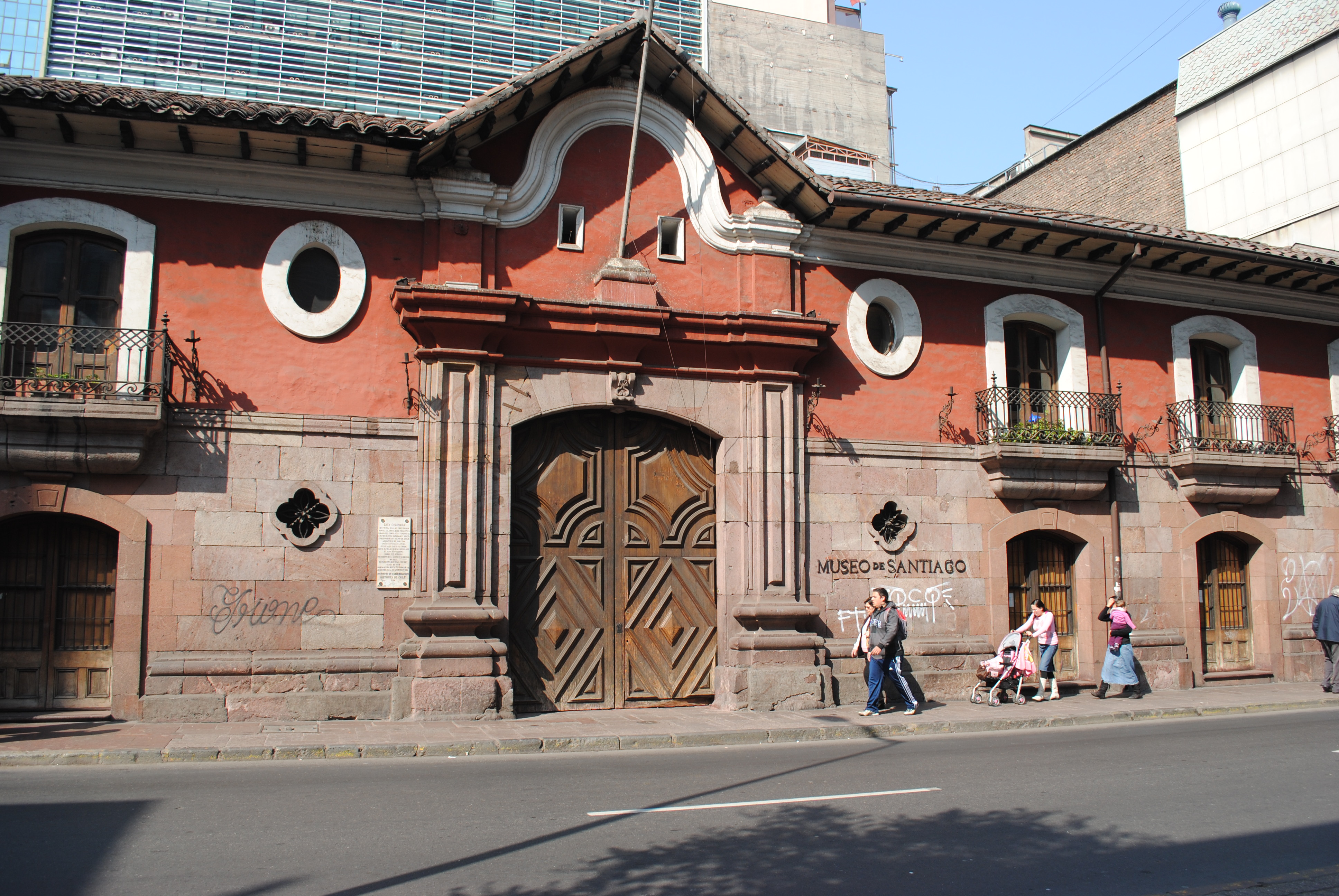
Casa Colorada

Die Casa Colorada, zu Deutsch „Rötliches Haus“, ist ein historisch bedeutsames Gebäude im kolonialen Stil, das sich im Stadtzentrum von Santiago, der Hauptstadt Chiles, befindet. Es wurde 1779 erbaut und ist eines der wenigen noch erhaltenen Gebäude aus der Zeit des spanischen Kolonialreichs in der Stadt.

## Geschichte
Das Gebäude wurde ursprünglich im Auftrag seines ersten Eigentümers, Mateo de Toro y Zambrano, von dem portugiesischen Architekten Joseph de la Vega entworfen. Zu jener Zeit war das Gebiet rund um die Plaza de Armas in Santiago ein aristokratisches Viertel, in dem viele wohlhabende Familien der Stadt ansässig waren. Diese Familien waren häufig Criollos oder „Peninsulares“, wobei Letztere in Spanien auf der Iberischen Halbinsel geboren wurden und nach Südamerika auswanderten. Nach der Erlangung der Unabhängigkeit des Landes siedelten aristokratische Familien in den südlichen Teil der Alameda über und entwickelten das Zentrum zu einem Handels- und Finanzviertel. Die damaligen Behörden versuchten, sich von der spanischen Organisation und dem spanischen Architekturstil abzuheben, indem sie Gebäude in anderen Architekturstilen der Zeit errichteten. Die Casa Colorada widerstand diesen Veränderungen und blieb über Jahrhunderte bis 1945 als Eigentum der Erben von Mateo de Toro y Zambrano erhalten. Das Gebäude wurde später an die Sociedad de Renta Urbana verkauft, die es bis 1963 in eine Einkaufsgalerie umgestaltete. Infolge eines Brandes, der in den Räumlichkeiten ausbrach, erlitt das Gebäude erhebliche Schäden.
Ab der zweiten Hälfte des 20. Jahrhunderts kam es um dieses Bauwerk zu Auseinandersetzungen zwischen der Stadtverwaltung, den Stadtplanern und den Architekten. Während einige vorschlugen, das Haus abzureißen oder an einen anderen Ort zu verlegen, lehnten andere diese Idee entschieden ab und plädierten dafür, es in seinem jetzigen Zustand zu belassen. 1960 wurde das Haus zum Nationaldenkmal erklärt und bis 1977 fungierte die Einrichtung als kommerzielle Galerie, bis sie durch ein Dekret der Militärdiktatur unter Pinochet zum historischen Monument erklärt und geschlossen wurde, um als Hauptsitz der chilenischen Akademien für Geschichte und Sprache zu dienen. Die Entscheidung hatte jedoch nur wenige Jahre Bestand, da Ende der 1970er Jahre das Santiago Museum (Museo de Santiago), eine Institution zur Bewahrung des Gedächtnisses der Stadt, seine Tätigkeit in diesem Gebäude aufnahm.
Das Erdbeben im Jahr 2010 führte zu erheblichen strukturellen Schäden am Gebäude, insbesondere an den Eichenbalken sowie am Mörtel der Steinmauern, was eine Schließung für die Öffentlichkeit notwendig machte. Nach vierzehn Jahren umfassender Reparaturarbeiten wurde das Gebäude im Jahr 2024 wieder für die Öffentlichkeit eröffnet.